# Turó del Beco
El Turó del Beco és una muntanya de 339 metres que es troba al municipi de Corbera de Llobregat, a la comarca del Baix Llobregat.